# Herbert H. Pichler
Herbert Pichler (* 27. September 1964 in Passau; † 3. April 2021 in Wien) war Präsident des Österreichischen Behindertenrates und des Österreichischen Zivilinvalidenverbandes.

## Leben
Pichler war ein engagierter Vertreter behinderter Menschen in Österreich, ein Kämpfer für die Inklusion, Gleichberechtigung und Selbstbestimmung von Menschen mit Behinderungen. Er leitete seit 2003 das ÖGB Chancen Nutzen Büro zur Verbesserung der Beschäftigungssituation von Arbeitnehmern, besonders von älteren Personen, Menschen mit Behinderungen, chronischen Erkrankten bzw. Menschen mit psychiatrischen Diagnosen. Seit dem Jahr 2000 war er in der Österreichischen Arbeitsgemeinschaft für Rehabilitation (ÖAR) als Ombudsmann tätig und seit 2013 deren Vizepräsident. Im Jahr 2017 stieg er zum Präsidenten auf und benannte die Organisation in Österreichischer Behindertenrat um. Seit 2019 war er auch Präsident des ÖZIV Österreichischer Zivilinvalidenverband.
Während der Covid-19-Pandemie setzte Pichler erfolgreich durch, dass in Österreich behinderte Menschen im Impfplan priorisiert werden.
Herbert Pichler wurde in den Morgenstunden des 3. April 2021 beim Aussteigen aus seinem Pkw vom Auto eines 33-jährigen Lenkers erfasst und so schwer verletzt, dass er noch am Unfallort starb.
Sein Tod löste in Österreich und in der Behindertenbewegung Europas große Betroffenheit aus.
Als Präsident des Behindertenrates folgte ihm Michael Svoboda nach.
2022 wurde der Herbert-Pichler-Inklusions-Medienpreis ins Leben gerufen.